# Tachyta
Tachyta (лат.) — род жужелиц из подсемейства Trechinae.

## Описание
Жуки длиной 1,8-3,3 мм чёрной или рыжей окраски, иногда на надкрыльях имеются пятна. Привершинная бороздка после перегиба идёт параллельно краевой бороздке надкрылий. Коготки на лапках с мелкими зубцами.

## Систематика
В составе рода:
- Tachyta brunnipennis (Macleay, 1871)
- Tachyta nana (Gyllenhal, 1810)
- Tachyta ovata Baehr, 1986
- Tachyta palmerstoni Baehr, 2006
- Tachyta rexensis Moore, 2001

## Распространение
Представители рода встречаются в Северной и Центральной Америке, Евразии, Африке и северной Австралии.